# أدولف ويلهلم أوتو
أدولف ويلهلم أوتو (بالألمانية: Adolph Wilhelm Otto)‏ هو عالم تشريح ألماني، ولد في 3 أغسطس 1786 في غرايفسفالد في ألمانيا، وتوفي في 14 يناير 1845 في فروتسواف في بولندا.